# Josefa Benešová
Josefa Benešová (* 20. března 1927) byla česká a československá politička a bezpartijní poslankyně Sněmovny národů Federálního shromáždění za normalizace.

## Biografie
K roku 1971 se profesně uvádí jako dělnice. Ve volbách roku 1971 zasedla do české části Sněmovny národů (volební obvod č. 27 - Plzeň, Západočeský kraj). Ve FS setrvala do konce funkčního období, tedy do voleb roku 1976.